# Массіміліано Нардуччі
Массіміліано Нардуччі (італ. Massimiliano Narducci; нар. 25 лютого 1964) — колишній італійський тенісист.
Найвищу одиночну позицію світового рейтингу — 77 місце досяг 23 травня 1988 року.
Здобув 1 одиночний титул.
Найвищим досягненням на турнірах Великого шолома було 2 коло в одиночному розряді.

## Фінали Гран-прі за кар'єру

### Одиночний розряд: 1 (1–0)
| Результат | W/L | Дата     | Турнір            | Покриття | Суперник        | Рахунок       |
| --------- | --- | -------- | ----------------- | -------- | --------------- | ------------- |
| Перемога  | 1–0 | Тра 1988 | Флоренція, Італія | Ґрунт    | Клаудіо Панатта | 3–6, 6–1, 6–4 |